# Patopop (Vol. 1)
Patopop (Vol. 1) (zapis stylizowany: PATOPOP (Vol. 1)) – minialbum polskiego rapera Kizo i polskiej piosenkarki Bletki. Wydawnictwo ukazało się 20 czerwca 2024 nakładem wytwórni muzycznej Spacerange w dystrybucji Universal Music Polska.
Minialbum jest utrzymany w stylu muzyki pop-rap i składa się z wersji standardowej (1 CD).
Płyta dotarła do 6. miejsca polskiej listy sprzedaży – OLiS. Wydawnictwo uzyskało status podwójnej platynowej płyty, przekraczając liczbę 60 tysięcy sprzedanych kopii.
Nagrania były promowane singlami: „Hero”, „Boomboo”, „Na brzegu” i „100 BPM”.

## Lista utworów
Opracowano na podstawie materiału źródłowego.
| Patopop (Vol. 1) – Wersja standardowa | Patopop (Vol. 1) – Wersja standardowa | Patopop (Vol. 1) – Wersja standardowa | Patopop (Vol. 1) – Wersja standardowa | Patopop (Vol. 1) – Wersja standardowa |
| Nr                                    | Tytuł utworu                          | Słowa                                 | Muzyka                                | Długość                               |
| ------------------------------------- | ------------------------------------- | ------------------------------------- | ------------------------------------- | ------------------------------------- |
| 1.                                    | „Hero”                                | Patryk Woziński, Aleksandra Bletek    | Mateusz Żezała, Jan Podkowa           | 2:44                                  |
| 2.                                    | „Boomboo”                             | Patryk Woziński, Aleksandra Bletek    | Bartłomiej Skoraczewski               | 2:40                                  |
| 3.                                    | „Na brzegu”                           | Patryk Woziński, Aleksandra Bletek    | Mateusz Żezała                        | 2:28                                  |
| 4.                                    | „100 BPM”                             | Patryk Woziński, Aleksandra Bletek    | Bartłomiej Skoraczewski               | 2:26                                  |
| 5.                                    | „Kawasaki”                            | Patryk Woziński, Aleksandra Bletek    | Mateusz Żezała                        | 2:42                                  |
| 6.                                    | „Szybkiego grubego życia”             | Patryk Woziński, Aleksandra Bletek    | Bartłomiej Skoraczewski               | 3:02                                  |
| 7.                                    | „Taxi rave” (BeMelo Remix)            | Patryk Woziński, Aleksandra Bletek    | Bartłomiej Skoraczewski               | 3:03                                  |
| 8.                                    | „Hero rave” (Sarapata Remix)          | Patryk Woziński, Aleksandra Bletek    | Michał Sarapata, Mateusz Sarapata     | 3:38                                  |
|                                       |                                       |                                       |                                       | 22:43                                 |

Uwagi:
- We wszystkich utworach tytuły piosenek są stylizowane na wszystkie duże litery.

## Pozycje na listach sprzedaży
| Kraj   | Lista (2024)             | Najwyższa pozycja |
| ------ | ------------------------ | ----------------- |
| Polska | OLiS – albumy            | 6                 |
| Polska | OLiS – albumy fizycznie  | 4                 |
| Polska | OLiS – albumy w streamie | 3                 |

| Kraj   | Lista (2024)             | Pozycja |
| ------ | ------------------------ | ------- |
| Polska | OLiS – albumy            | 44      |
| Polska | OLiS – albumy w streamie | 23      |

## Certyfikat
| Kraj          | Certyfikat         | Sprzedaż |
| ------------- | ------------------ | -------- |
| Polska (ZPAV) | 2× platynowa płyta | 60 000+  |